# 梨蒴珠蘚
梨蒴珠蘚（学名：Bartramia pomiformis）为珠蘚科珠蘚屬下的一个种。